# Salvador Massip Valdés
Salvador Massip Valdés (* 19. April 1891 in der Ansiedlung Puerta de Güira am Ortseingang von Artemisa, Provinz Pinar del Río; † 1978) war ein kubanischer Geograph und Botschafter.

## Leben
Salvador Massip Valdés besuchte das Gymnasium in Pinar del Río und machte 1909 sein Abitur am Instituto Provincial de Segunda Enseñanza de Santa Clara. Er wurde zum 1912 zum Doktor der Pädagogik und 1915 zum Doktor der Schönen Künste an der Universität von Havanna promoviert. 1922 wurde er Master der Geografie der Columbia University, New York City. Von 1912 bis 1916 war er Assistent am Lehrstuhl der Anthropologie in Havanna. 1916 erhielt er die Professur für Geografie und Geschichte am Instituto Provincial de Segunda Enseñanza in Matanzas. Von 1920 bis 1930 übte er ein Lehramt an der Escuela de Cadetes de la Marina de Guerra Nacional in Havanna aus. Zu den von Massip in Kuba eingeführten Methoden in der geographischen Lehre gehörten Exkursionen und Feldstudien.
Salvador Massip Valdés war Mitglied der Kommunistischen Partei Kubas. 1930 wurde er aus dem Lehrkörper entfernt, da seine Opposition zur Diktatur von Gerardo Machado offenkundig wurde. 1934 durfte er wieder an der Militärakademie lehren. Nach seiner Teilnahme am Generalstreik im März 1935 musste er nach Mexiko ins Exil gehen. Er war Gegner des Putschs vom 10. März 1952 mit dem sich Fulgencio Batista an die Macht brachte und unterstützte die Kubanische Revolution. 1959 gehörte er zu den Gründern der Academia de Ciencias de Cuba. Von 1961 bis 1965 war er Botschafter in Warschau.
Salvador Massip Valdés war mit Sarah E. Ysalgué, die ebenfalls Geographin war, verheiratet.